# Rijksbeschermd gezicht Laren - Brink
Gezicht Laren - Brink is een van rijkswege beschermd dorpsgezicht in Laren in de Nederlandse provincie Noord-Holland. De procedure voor aanwijzing werd gestart op 27 april 2004. Het gebied werd op 5 december 2007 definitief aangewezen. Het beschermd gezicht beslaat een oppervlakte van 44,6 hectare.
Panden die binnen een beschermd gezicht vallen krijgen niet automatisch de status van beschermd monument. Wel zal de gemeente het bestemmingsplan aanpassen om nieuwe ontwikkelingen in het gebied te reguleren. De gezichtsbescherming richt zich op de stedenbouwkundige en cultuurhistorische waardering van een gebied en wil het toekomstig functioneren daarvan veiligstellen.